# Sebastián Blanco
Pour les articles homonymes, voir Blanco.
Sebastián Blanco, né le 15 mars 1988 à Lomas de Zamora, est un footballeur international argentin. Il joue au poste de milieu offensif.

## Buts en sélection
|    | Date       | Lieu      | Adversaire | Résultat | Score | Compétition  |
| -- | ---------- | --------- | ---------- | -------- | ----- | ------------ |
| 1. | 5 mai 2010 | Argentine | Haïti      | 4-0      | 4-0   | Match Amical |

## Palmarès
- CA Lanús
  - Vainqueur du Championnat Apertura d'Argentine en 2007.
- San Lorenzo
  - Vainqueur de la Supercoupe d'Argentine en 2016.
- Timbers de Portland
  - Finaliste de la Coupe MLS en 2018 et 2021.